# 劉雨民
劉雨民（1909年2月19日—1989年11月20日），河南省澠池縣人。曾經擔任中華民國陸軍少將及第一屆國民大會河南省代表。

## 生平
1928年進入河南大学社会学系就讀，后在中央陆军军官学校政训班第一期、中央训练团新闻高级班第一期、军官研究班第三期學習。後來出任团政训主任、师管区政训室主任。1941年出任第十三师副师长兼政治部主任，被派往浙江東部與日軍作戰。他還擔任國民政府军事委员会政治部少将部附兼战地党政委员会指导员、抗日战争第一战区和抗日战争第八战区政工大队指导员。1946年任國民革命軍第十軍副军长兼政治部主任。
1948年3月当选为第一届国民大会代表。後來前往台湾，任光复大陆设计研究委员会内政组召集人，同時進入革命实践研究院第二期學習。

## 作品
《经学概论》、《经学与中国文学》、《当前人口问题之研究》。

## 家屬
配偶為劉黃宗文。兩人一共育有四子一女，年齡由大到小依序為劉江申、劉凱申、劉佛申、劉桂申、劉荷